# Sarosa mora
Sarosa mora là một loài bướm đêm thuộc phân họ Arctiinae, họ Erebidae.